# Nuoto ai XVI Giochi del Mediterraneo - Staffetta 4x100 metri misti femminile

## Record
Prima di questa competizione, il record del mondo (WR) e il record dei Giochi del Mediterraneo (GR) erano i seguenti:
|    | 3'52"69 | Australia Emily Seebohm Leisel Jones Jessicah Schipper Lisbeth Trickett | 17 agosto 2008 Pechino, Cina   |
| GR | 4'09"01 | Francia Alexandra Putra Anne Le Paranthoen Aurore Mongel Céline Couderc | 28 giugno 2005 Almería, Spagna |

Durante l'evento la squadra italiana ha migliorato il record dei Giochi in finale:
| Data      | Evento | Atleta                                                                 | Nazione | Tempo   | Record |
| --------- | ------ | ---------------------------------------------------------------------- | ------- | ------- | ------ |
| 1º luglio | Finale | Valentina De Nardi Roberta Panara Caterina Giacchetti Livia Travaglini | Italia  | 4'04"57 | GR     |

## Batterie
Mercoledì 1º luglio 2009, alle ore 10:55 CEST, si è svolta una batteria di qualificazione, vinta dalla squadra italiana con il tempo di 4'12"11.
| Posizione | Corsia | Atleti                                                                     | Paese    | Tempo   | Note |
| --------- | ------ | -------------------------------------------------------------------------- | -------- | ------- | ---- |
| 1         | 3      | Valentina De Nardi Ombretta Plos Chiara Mazzoni Livia Travaglini           | Italia   | 4'12"11 | Q    |
| 2         | 7      | Duane Da Rocha Marce Aurora Perez Angela San Juan Cisneros Laura Fernandez | Spagna   | 4'15"07 | Q    |
| 3         | 8      | Gizem Yali Ceren Dilek Gizem Cam Burcu Dolunay                             | Turchia  | 4'37"18 | Q    |
| 4         | 5      | Aspasia Petradaki Angeliki Exarchou Kristel Vourna Theodora Drakou         | Grecia   | 4'40"87 | Q    |
| 5         | 2      | Anja Carman Nina Sovinek Sofija Djelic Nina Drolc                          | Slovenia | 4'41"78 | Q    |
| 6         | 6      | Andrea Basaraba Nađa Higl Danijela Djikanovic Andjelka Petrovic            | Serbia   | 4'50"14 | Q    |
| 7         | 4      | Sofia Papadopoulou Anastasia Chrystoforou Anna Schoholeva Anna Stylianou   | Cipro    | 4'55"12 | Q    |

## Finale
La finale, che si svolge mercoledì 1º luglio alle ore 19:06, viene vinta dalla squadra italiana che stabilisce il nuovo record dei Giochi con il tempo di 4'04"57.
| Posizione | Corsia | Atleti                                                                                      | Paese    | Tempo   | Note |
| --------- | ------ | ------------------------------------------------------------------------------------------- | -------- | ------- | ---- |
|           | 4      | Valentina De Nardi Roberta Panara Caterina Giacchetti Livia Travaglini                      | Italia   | 4'04"57 | GR   |
|           | 5      | Duane Da Rocha Marce Concepcion Badillo Diaz Angela San Juan Cisneros Maria Fuster Martinez | Spagna   | 4'04"88 |      |
|           | 6      | Aspasia Petradaki Angeliki Exarchou Tsialta Panagiota Theodora Drakou                       | Grecia   | 4'06"38 |      |
| 4         | 2      | Anja Carman Nina Sovinek Sofija Djelic Nina Drolc                                           | Slovenia | 4'09"87 |      |
| 5         | 7      | Marica Strazmester Nađa Higl Danijela Djikanovic Andjelka Petrovic                          | Serbia   | 4'14"14 |      |
| 6         | 3      | Gizem Yali Dilara Buse Gunaydin Iris Rosenberger Burcu Dolunay                              | Turchia  | 4'18"62 |      |
| DSQ       | 1      | Sofia Papadopoulou Anastasia Chrystoforou Anna Schoholeva Anna Stylianou                    | Cipro    | -       |      |